# Liang Geliang
Liang Geliang ofwel Liang Ko-Liang (Guangxi, 5 mei 1950) is een Chinees voormalig tafeltennisser. Hij won in Birmingham 1977 samen met zijn landgenoot Li Zhenshi de wereldtitel dubbelspel voor mannen. Daarnaast werd de Chinees zowel in Sarajevo 1973 als in Pyongyang 1979 wereldkampioen gemengd dubbel.
Geliang werd in 2001 opgenomen in de ITTF Hall of Fame.

## Sportieve loopbaan
Geliang werd in totaal zes keer wereldkampioen, want naast de drie titels in individuele evenementen won hij er tevens drie in het landentoernooi met de Chinese ploeg. Kansen op nog drie titels kon hij niet verzilveren. De Chinees verloor de eindstrijd met de nationale ploeg in 1973 (van Zweden) en 1979 (van Hongarije) en moest ook met zilver genoegen nemen in de eindstrijd van het dubbelspel voor mannen in Nagoya 1971. Geliang verloor daarin samen met Zhuang Zedong van het Hongaarse duo István Jónyer/Tibor Klampár.
Geliang won met het Chinese team de wereldtitel wel in 1971, 1975 (in Calcutta) en 1977. Hij greep in 1973 zijn eerste mondiale kampioenschap op een individuele discipline, toen hij samen met Li Li het Sovjet-duo Anatoli Strokatow/Asta Stankene-Gedraitite terugwees in de finale van het gemengd dubbelspel. De Chinees won dezelfde titel opnieuw in 1979, toen hij aan de zijde van Ge Xinai won van landgenoten Li Zhenshi en Yan Guili. Bovendien kon hij in 1977 de nare herinnering aan de verloren finale in het herendubbel van 1971 verzachten door alsnog een wereldtitel in die discipline te winnen. De finale was andermaal een Chinees onderonsje, waarin Geliang samen met Li Chen-Shih het koppel Huang Liang/Lu Yuansheng versloeg. De Chinees behaalde zijn zes wereldtitels in twintig verschillende toernooien waarin hij meedeed op zes edities van de wereldkampioenschappen in de periode 1971-1979.

## Erelijst
Belangrijkste resultaten:
- Wereldkampioen dubbelspel 1977 (met Li Zhenshi)
- Wereldkampioen gemengd dubbel 1973 (met Li Li) en 1979 met Ge Xinai)
- Winnaar WK landenploegen 1971, 1975 en 1977 (met China)
- Winnaar Aziatische Spelen enkelspel 1974 en 1978
- Winnaar Aziatische Spelen gemengd dubbel 1974 (met Zheng Huaiying)
- Winnaar Aziatische Spelen landenploegen 1974 en 1978 (met China)
- Winnaar Aziatisch kampioenschap enkelspel 1976 (zilver in 1978)
- Winnaar Aziatisch kampioenschap landenploegen 1976 en 1978 (met China)